# Eunice tubicola
Eunice tubicola är en ringmaskart som först beskrevs av Treadwell 1922.  Eunice tubicola ingår i släktet Eunice och familjen Eunicidae. Inga underarter finns listade i Catalogue of Life.